# Vermio (Berg)
Vermio (neugriechisch Βέρμιο (n. sg.), altgriechisch Βέρμιον Bermion, slawisch Каракамен) ist ein Gebirge im griechischen Makedonien. Früher wurde es auch Doxa (Δόξα) genannt. Es liegt im Gebiet der Regionalbezirke Imathia, Kozani und Pella.

## Geographie
Der Vermio erstreckt sich zwischen der Ebene von Eordea in Westmakedonien im Südwesten und der Zentralmakedonischen Tiefebene nordöstlich. Das Gebirge ist in zwei Gebiete unterteilt: die Negusch-Berge (slawisch Негуш Планина Negusch Planina, nach der alten Bezeichnung von Naousa) im Norden mit dem Chamitis (Χαμίτης, 2052 m) als höchstem Gipfel und die Durla oder Turla (slawisch Дурла/Турла) im Süden. Im Südosten trennt das Tal des Aliakmonas den Vermio vom angrenzenden Pieria-Massiv. Das Tal des Aliakmonas bildet hier eine Schlucht (griechisch Στενά του Αλιάκμονα Stena tou Aliakmona), die als Natura-2000-Schutzgebiet ausgewiesen ist.
Die Gemeinden, die sich das Gebiet des Vermio teilen, sind Eordea im Südwesten sowie Naousa und Veria in der Ebene im Nordosten. Der Gemeindebezirk Vermio der Gemeinde Eordea erhielt 1997 den Namen des Berges. Das Gebirge umsäumen einige Seen, darunter im Nordwesten der Vegoritida-See und im Norden der Stausee von Agras. Zwischen Kastania (Eordea) und Georgiani im Süden wird Marmor abgebaut.
Entlang des südöstlichen Hanges im Tal des Aliakmonas verläuft entlang der antiken Via Egnatia die griechische Autobahn 2 von Polymylo Kozanis nach Veria. Die Strecke führt durch 15 Tunnel (der längste mit 2,2 km) und über sechs Brücken.

### Flora
Die bewaldeten Hänge sind reich an Tannen, Kastanien, Erdbeerbäumen, Buchen, Kiefern und Steineichen. An den unteren Hängen wird Obstbau betrieben, vor allem Pfirsiche, Äpfel und Kirschen. Die Hochgebirgsregionen weisen eine artenreiche Gebirgsflora mit mehreren Orchideen- und Enzianarten auf. Charakteristisch ist auch die Steinbrechart Saxifraga federici-augusti.

## Geschichte
Der Ort Marousia (Μαρούσια) wurde 1822 von osmanischen Truppen zerstört. Die Kirche ist das letzte Monument, das an ihn erinnert. Ähnlich erging es dem Ort Agios Athanasios Tormanis oder Toplianis (Άγιος Αθανάσιος Τορμάνης ή Τόπλιανη). Unter dem griechischen Namen Oros Vermio (Όρος Βέρμιο, Berg Vermio) ist das Gebiet als Schutzgebiet der Natura 2000 ausgewiesen.

## Klöster
An den Hängen des Vermio haben sich viele Mönche und Nonnen niedergelassen und Klöster gegründet:
- die Schwesternschaft Pelekan (η Αδελφότητα Πέλεκαν) bei Komnimio (Κομνήμιο, Veria)
- das Kloster Agios Georgios Peristereota (η Μονή Αγίου Γεωργίου Περιστερεώτα) bei Rodochori Imathias (Ροδοχώρι Ημαθίας, Naousa)
- das Kloster Theotokou Kalipetras (η Μονή Θεοτόκου Καλλίπετρας, "Gottesgebärerin von Schönstein") bei Rachi Imathias (Ράχη Ημαθίας) im Tal des Aliakmonas (Mönchskloster)
- das Kloster Panagia Dobra (η Μονή Παναγίας Δοβρά, Allheiligste von Dobra) bei Dobra, (Δοβρά, Veria) (Mönchskloster)
- das Kloster Profitis Elias Verias (η Μονή Προφήτη Ηλία Βεροίας, Prophet Elias von Veria) an  der Staumauer der Hl. Barbara am Aliakmonas
- das Kloster Taxiarchon Naousis (η Μονή Ταξιαρχών Ναούσης, Erzengel von Naousa; Ruine)
- das Kloster Timiou Prodromo Naousis (η Μονή Τιμίου Προδρόμου Ναούσης, Kloster des ehrwürdigen Vorläufers von Naousa) (Nonnenkloster)
- das neue Kloster Panagia von Soumela ein Ersatz für das berühmte Kloster Sumela bei Kastania Imathias (Καστανιά Ημαθίας)

## Sport

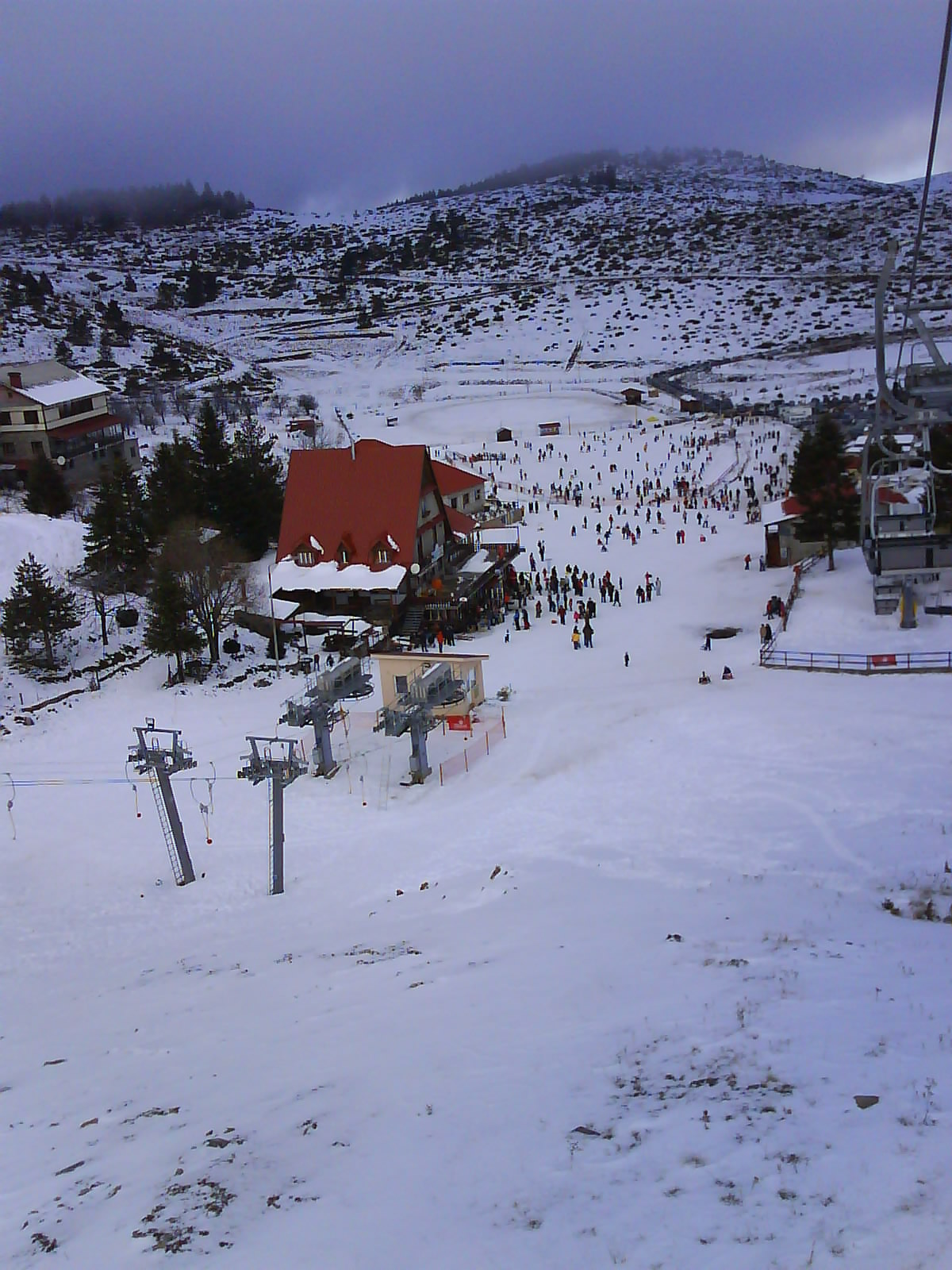
Skipisten von Seli

Im Gebirge liegen drei der griechischen Wintersportgebiete mit insgesamt 43 km Pistenlänge. Die Gebiete sind:
- 3–5 Pigadia (Τρία-Πέντε Πηγάδια) in der Nähe der Stadt Pigadia
- Chryso Elafi (Χρυσό Ελάφι, deutsch ‚Goldener Hirsch‘) bei Kato Vermio
- Seli (Σέλι) bei Kato Vermio, 18 km von Naousa und 20 km von Veria entfernt.